# Banca centrale della Birmania
La Banca Centrale della Birmania (birmano: မြန်မာနိုင်ငံတော်ဗဟိုဘဏ်) è la banca centrale della Birmania. Le sue funzioni principali includono la gestione del Kyat e il mantenimento di una riserva nazionale di oro e valuta estera. La sua sede si trova a Naypyidaw e ha filiali a Yangon e Mandalay.

## Storia
La Banca Centrale della Birmania fu istituita il 3 aprile 1948 come Union Bank of Burma (Union Bank of Burma Act) ai sensi dell'Union Bank of Burma Act del 1947 e assunse le funzioni delle filiali di Yangon della Reserve Bank of India. L'Union Bank of Burma aprì all'angolo tra Merchant Road e Sule Pagoda Road ed era l'unica autorizzata a emettere la valuta del paese.
Nel 2013, la Banca Centrale della Birmania è diventata un ente di regolamentazione autonomo e indipendente attraverso il Central Bank of Burma Act, promulgato dal Parlamento birmano.
Nel 2019, la Banca Centrale ha iniziato a lavorare su uno standard nazionale per il sistema di pagamento QR. Denominato MyanmarPay (MMQR), questo standard è stato lanciato nel febbraio 2025.
Durante il colpo di stato del 2021 in Myanmar, le autorità militari hanno rimosso la leadership civile della banca centrale, tra cui il governatore Kyaw Kyaw Maung e il vicegovernatore Bo Bo Nge, condannato a 20 anni di carcere nel dicembre 2022 per corruzione politica.
Il Consiglio di Amministrazione Statale ha nominato Than Nyein in sostituzione di Kyaw Kyaw Maung.
Il 19 agosto 2022, il Consiglio di Amministrazione Statale ha nominato Than Than Swe governatrice. È diventata la prima donna a ricoprire questo incarico.